# 교정의 날
교정의 날(矯正-)은 10월 28일이다. 대한민국 법무부 주관으로 교정 관련 종사자들의 사기를 높이고 재소자의 갱생의지를 촉진하는 행사를 개최하는 대한민국의 기념일이다.